# Kořenov (stacja kolejowa)
Kořenov – stacja we wsi Kořenov w Czechach. Stacja jest jedną z dwóch stacji końcowych Kolei Izerskiej. Kilkaset metrów za wyjazdem ze stacji w kierunku Tanvaldu znajduje się najdłuższy tunel (940 m) na całym szlaku Tanvald - Jelenia Góra.